# Llista de resolucions del Consell de Seguretat de les Nacions Unides 601 a la 700
Aquesta és una llista entre les resolucions 601 a 700 del Consell de Seguretat de les Nacions Unides aprovades entre el 30 d'octubre de 1987 i el 17 de juny de 1991.
| Resolució     | Data                   | Votació                                                             | Assumpte                                                                                                |
| ------------- | ---------------------- | ------------------------------------------------------------------- | --- |
| Resolució 601 | 30 d'octubre de 1987   | 14–0–1 (abstenció: Estats Units)                                    | Condemna l'ocupació contínua de Namíbia per Sud-àfrica                                                  |
| Resolució 602 | 25 de novembre de 1987 | 15–0–0                                                              | Atac sud-africà a Angola                                                                                |
| Resolució 603 | 25 de novembre de 1987 | 15–0–0                                                              | Estén el mandat de Força de les Nacions Unides d'Observació de la Separació                             |
| Resolució 604 | 14 de desembre de 1987 | 15–0–0                                                              | Estén el mandat de Força de les Nacions Unides pel Manteniment de la Pau a Xipre                        |
| Resolució 605 | 22 de desembre de 1987 | 14–0–1 (abstenció: Estats Units)                                    | Pràctiques als Territoris ocupats per Israel                                                            |
| Resolució 606 | 23 de desembre de 1987 | 15–0–0                                                              | Ocupació del sud d'Angola per forces sud-africanes                                                      |
| Resolució 607 | 5 de gener de 1988     | 15–0–0                                                              | Deportació de palestins als territoris ocupats                                                          |
| Resolució 608 | 14 de gener de 1988    | 14–0–1 (abstenció: Estats Units)                                    | Deportació de palestins als territoris ocupats                                                          |
| Resolució 609 | 29 de gener de 1988    | 15–0–0                                                              | Estén el mandat d'UNIFIL                                                                                |
| Resolució 610 | 16 de març de 1988     | 15–0–0                                                              | Proposada l'execució dels sis de Sharpeville a Sud-àfrica                                               |
| Resolució 611 | 25 d'abril de 1988     | 14–0–1 (abstenció: Estats Units)                                    | Assassinat de Khalil al-Wazir a Tunísia                                                                 |
| Resolució 612 | 9 de maig de 1988      | 15–0–0                                                              | Ús d'armes químiques a la Guerra Iran–Iraq                                                              |
| Resolució 613 | 31 de maig de 1988     | 15–0–0                                                              | Estén el mandat de la Força de les Nacions Unides d'Observació de la Separació                          |
| Resolució 614 | 15 de juny de 1988     | 15–0–0                                                              | Estén el mandat de la Força de les Nacions Unides pel Manteniment de la Pau a Xipre                     |
| Resolució 615 | 17 de juny de 1988     | 15–0–0                                                              | Proposada l'execució dels sis de Sharpeville a Sud-àfrica                                               |
| Resolució 616 | 20 de juliol de 1988   | 15–0–0                                                              | Autoritza la investigació de la ICAO en l'estavellament del Vol 655 d'Iran Air                          |
| Resolució 617 | 29 de juliol de 1988   | 15–0–0                                                              | Estén el mandat de la UNIFIL                                                                            |
| Resolució 618 | 29 de juliol de 1988   | 15–0–0                                                              | Segrest del tinent coronel William R. Higgins al Líban                                                  |
| Resolució 619 | 9 d'agost de 1988      | 15–0–0                                                              | Estableix Grup d'Observadors Militars de les Nacions Unides per Iran i Iraq                             |
| Resolució 620 | 26 d'agost de 1988     | 15–0–0                                                              | Ús d'armes químiques a la Guerra Iran–Iraq                                                              |
| Resolució 621 | 20 de setembre de 1988 | 15–0–0                                                              | Nomenament del Representant Especial pel Sàhara Occidental                                              |
| Resolució 622 | 31 d'octubre de 1988   | 15–0–0                                                              | Confirma Establiment de la Missió de Bona Voluntat de les Nacions Unides a Afganistan i Pakistan        |
| Resolució 623 | 23 de novembre de 1988 | 13–0–2 (abstencions: Regne Unit, Estats Units)                      | Sentencia de mort per l'activista anti-apartheid Paul Tefo Setlabaa Sud-àfrica                          |
| Resolució 624 | 30 de novembre de 1988 | 15–0–0                                                              | Estén el mandat de Força de les Nacions Unides d'Observació de la Separació                             |
| Resolució 625 | 15 de desembre de 1988 | 15–0–0                                                              | Estén el mandat de Força de les Nacions Unides pel Manteniment de la Pau a Xipre                        |
| Resolució 626 | 20 de desembre de 1988 | 15–0–0                                                              | Estableix la Primera Missió de Verificació de les Nacions Unides a Angola                               |
| Resolució 627 | 9 de gener de 1989     | 15–0–0                                                              | Vacant a la Cort Internacional de Justícia                                                              |
| Resolució 628 | 16 de gener de 1989    | 15–0–0                                                              | Benviguda a l'Acord Tripartit signat per Angola, Cuba i Sud-àfrica                                      |
| Resolució 629 | 16 de gener de 1989    | 15–0–0                                                              | Estableix l'1 d'abril de 1989 com a data per implementació la Resolució 435 per les eleccions a Namíbia |
| Resolució 630 | 30 de gener de 1989    | 15–0–0                                                              | Estén el mandat de la UNIFIL                                                                            |
| Resolució 631 | 8 de febrer de 1989    | 15–0–0                                                              | Estén el mandat del Grup d'Observadors Militars de les Nacions Unides per Iran i Iraq                   |
| Resolució 632 | 16 de febrer de 1989   | 15–0–0                                                              | Informe del pla del Secretari General de les Nacions Unides per Namíbia                                 |
| Resolució 633 | 30 de maig de 1989     | 15–0–0                                                              | Estén el mandat de Força de les Nacions Unides d'Observació de la Separació                             |
| Resolució 634 | 9 de juny de 1989      | 15–0–0                                                              | Estén el mandat de Força de les Nacions Unides pel Manteniment de la Pau a Xipre                        |
| Resolució 635 | 14 de juny de 1989     | 15–0–0                                                              | Crida a un control especial d'explosius per prevenir el terrorisme contra l'aviació civil               |
| Resolució 636 | 6 de juliol de 1989    | 14–0–1 (abstenció: Estats Units)                                    | Deportació de palestins dels territoris ocupats                                                         |
| Resolució 637 | 27 de juliol de 1989   | 15–0–0                                                              | Encoratjament de l'ONU en el procés de pau a Amèrica Central                                            |
| Resolució 638 | 31 de juliol de 1989   | 15–0–0                                                              | Presa d'ostatges                                                                                        |
| Resolució 639 | 31 de juliol de 1989   | 15–0–0                                                              | Estén el mandat de la UNIFIL                                                                            |
| Resolució 640 | 29 d'agost de 1989     | 15–0–0                                                              | Demanda implementació completa de la Resolució 435 (1978) a Namíbia                                     |
| Resolució 641 | 30 d'agost de 1989     | 14–0–1 (abstenció: Estats Units)                                    | Deportació de palestins als territoris ocupats                                                          |
| Resolució 642 | 29 de setembre de 1989 | 15–0–0                                                              | Estén el mandat de Grup d'Observadors Militars de les Nacions Unides per Iran i Iraq                    |
| Resolució 643 | 31 d'octubre de 1989   | 15–0–0                                                              | Demanda implementació completa de la Resolució 435 (1978) a Namíbia                                     |
| Resolució 644 | 7 de novembre de 1989  | 15–0–0                                                              | Estableix Grup d'Observadors de les Nacions Unides a Centreamèrica                                      |
| Resolució 645 | 29 de novembre de 1989 | 15–0–0                                                              | Estén el mandat de Força de les Nacions Unides d'Observació de la Separació                             |
| Resolució 646 | 14 de desembre de 1989 | 15–0–0                                                              | Estén el mandat de Força de les Nacions Unides pel Manteniment de la Pau a Xipre                        |
| Resolució 647 | 11 de gener de 1990    | 15–0–0                                                              | Estén el mandat de Missió de Bona Voluntat de les Nacions Unides a Afganistan i Pakistan                |
| Resolució 648 | 31 de gener de 1990    | 15–0–0                                                              | Estén el mandat de UNIFIL                                                                               |
| Resolució 649 | 12 de març de 1990     | 15–0–0                                                              | Reafirma la Resolució 367 (1975) sobre Xipre                                                            |
| Resolució 650 | 27 de març de 1990     | 15–0–0                                                              | Agrandeix Grup d'Observadors de les Nacions Unides a Centreamèrica                                      |
| Resolució 651 | 29 de març de 1990     | 15–0–0                                                              | Estén el mandat de Grup d'Observadors Militars de les Nacions Unides per Iran i Iraq                    |
| Resolució 652 | 17 d'abril de 1990     | 15–0–0                                                              | Admissió de la República de Namíbia a les Nacions Unides                                                |
| Resolució 653 | 20 d'abril de 1990     | 15–0–0                                                              | Afegeix tasques al Grup d'Observadors de les Nacions Unides a Centreamèrica                             |
| Resolució 654 | 4 de maig de 1990      | 15–0–0                                                              | Estén el mandat del Grup d'Observadors de les Nacions Unides a Centreamèrica                            |
| Resolució 655 | 31 de maig de 1990     | 15–0–0                                                              | Estén el mandat de Força de les Nacions Unides d'Observació de la Separació                             |
| Resolució 656 | 8 de juny de 1990      | 15–0–0                                                              | Estén tasques del Grup d'Observadors de les Nacions Unides a Amèrica Central                            |
| Resolució 657 | 15 de juny de 1990     | 15–0–0                                                              | Estén el mandat de Força de les Nacions Unides pel Manteniment de la Pau a Xipre                        |
| Resolució 658 | 27 de juny de 1990     | 15–0–0                                                              | Proposta de solució al problema del Sàhara Occidental                                                   |
| Resolució 659 | 31 de juliol de 1990   | 15–0–0                                                              | Estén el mandat de UNIFIL                                                                               |
| Resolució 660 | 2 d'agost de 1990      | 14–0–0 (Iemen no hi participa)                                      | Condemna la invasió iraquiana de Kuwait                                                                 |
| Resolució 661 | 6 d'agost de 1990      | 13–0–2 (abstencions: Cuba, Iemen)                                   | Sancions a Iraq per la invasió de Kuwait                                                                |
| Resolució 662 | 9 d'agost de 1990      | 15–0–0                                                              | Condemna l'annexió de Kuwait a l'Iraq                                                                   |
| Resolució 663 | 14 d'agost de 1990     | 15–0–0                                                              | Admissió del Principat de Liechtenstein a les Nacions Unides                                            |
| Resolució 664 | 18 d'agost de 1990     | 15–0–0                                                              | Demandant que l'Iraq abandoni Kuwait                                                                    |
| Resolució 665 | 25 d'agost de 1990     | 15–0–0                                                              | Sancions a l'Iraq                                                                                       |
| Resolució 666 | 13 de setembre de 1990 | 13-2-0 (en contra: Cuba, Iemen)                                     | Sancions i ajuda humanitària a l'Iraq                                                                   |
| Resolució 667 | 16 de setembre de 1990 | 15–0–0                                                              | Condemna dels atacs iraquians a personal diplomàtic estranger                                           |
| Resolució 668 | 20 de setembre de 1990 | 15–0–0                                                              | Adopció d'un marc d'acord de pau a Cambodja                                                             |
| Resolució 669 | 24 de setembre de 1990 | 15–0–0                                                              | Sol·licitud d'assistència relacionada amb l'Iraq                                                        |
| Resolució 670 | 25 de setembre de 1990 | 14–1–0 (en contra: Cuba)                                            | Sancions a l'aviació civil de l'Iraq                                                                    |
| Resolució 671 | 27 de setembre de 1990 | 15–0–0                                                              | Estén el mandat de Grup d'Observadors Militars de les Nacions Unides per Iran i Iraq                    |
| Resolució 672 | 12 d'octubre de 1990   | 15–0–0                                                              | Incidents del Mont del Temple de 1990                                                                   |
| Resolució 673 | 24 d'octubre de 1990   | 15–0–0                                                              | Negació d'Israel a rebre una missió d'investigació dels incidents al Mont del Temple                    |
| Resolució 674 | 29 d'octubre de 1990   | 13–0–2 (abstencions: Cuba, Iemen)                                   | Benestar de nacionals i ciutadans de tercers països a l'Iraq i Kuwait                                   |
| Resolució 675 | 5 de novembre de 1990  | 15–0–0                                                              | Estén el mandat del Grup d'Observadors de les Nacions Unides a Centreamèrica                            |
| Resolució 676 | 28 de novembre de 1990 | 15–0–0                                                              | Estén el mandat de Grup d'Observadors Militars de les Nacions Unides per Iran i Iraq                    |
| Resolució 677 | 28 de novembre de 1990 | 15–0–0                                                              | Condemna l'Iraq per alterar la Demografia de Kuwait                                                     |
| Resolució 678 | 29 de novembre de 1990 | 12–2–1 (en contra: Cuba, Iemen; abstenció: Xina)                    | Autoritza ls Guerra del Golf com a mitjà per defensar resolucions anteriors                             |
| Resolució 679 | 30 de novembre de 1990 | 15–0–0                                                              | Estén el mandat de Força de les Nacions Unides d'Observació de la Separació                             |
| Resolució 680 | 14 de desembre de 1990 | 14–0–1 (abstenció: Canadà)                                          | Estén el mandat de Força de les Nacions Unides pel Manteniment de la Pau a Xipre                        |
| Resolució 681 | 20 de desembre de 1990 | 15–0–0                                                              | Informe sobre els territoris ocupats per Israel                                                         |
| Resolució 682 | 21 de desembre de 1990 | 15–0–0                                                              | Despeses financeres de la Força de les Nacions Unides pel Manteniment de la Pau a Xipre                 |
| Resolució 683 | 22 de desembre de 1990 | 14–1–0 (en contra: Cuba)                                            | Acaba el mandat per les Illes Marshall i Micronèsia                                                     |
| Resolució 684 | 30 de gener de 1991    | 15–0–0                                                              | Estén el mandat de la UNIFIL                                                                            |
| Resolució 685 | 31 de gener de 1991    | 15–0–0                                                              | Estén el mandat de Grup d'Observadors Militars de les Nacions Unides per Iran i Iraq                    |
| Resolució 686 | 2 de març de 1991      | 11–1–3 (en contra: Cuba; abstencions: Xina, Índia, Iemen)           | Condicions a l'Iraq, acaba la Guerra del Golf                                                           |
| Resolució 687 | 3 d'abril de 1991      | 12–1–2 (en contra: Cuba; abstencions: Equador, Iemen)               | Alliberament de Kuwait                                                                                  |
| Resolució 688 | 5 d'abril de 1991      | 10–3–2 (en contra: Cuba, Iemen, Zimbabwe; abstencions: Xina, Índia) | Demanda a Iraq la fi de la seva dictadura                                                               |
| Resolució 689 | 9 d'abril de 1991      | 15–0–0                                                              | Estableix la Missió d'Observació de les Nacions Unides per Iraq i Kuwait                                |
| Resolució 690 | 29 d'abril de 1991     | 15–0–0                                                              | Estableix la MINURSO                                                                                    |
| Resolució 691 | 6 de maig de 1991      | 15–0–0                                                              | Estén el mandat de Grup d'Observadors de les Nacions Unides a Centramèrica                              |
| Resolució 692 | 20 de maig de 1991     | 14–0–1 (abstenció: Cuba)                                            | Estableix la Comissió de Compensació de les Nacions Unides per l'Iraq i Kuwait                          |
| Resolució 693 | 20 de maig de 1991     | 15–0–0                                                              | Estableix Missió d'Observació de les Nacions Unides al Salvador                                         |
| Resolució 694 | 24 de maig de 1991     | 15–0–0                                                              | Deportacions de civils palestins per Israel                                                             |
| Resolució 695 | 30 de maig de 1991     | 15–0–0                                                              | Estén el mandat de la Força de les Nacions Unides d'Observació de la Separació                          |
| Resolució 696 | 30 de maig de 1991     | 15–0–0                                                              | Estableix la Segona Missió de Verificació de les Nacions Unides a Angola                                |
| Resolució 697 | 14 de juny de 1991     | 15–0–0                                                              | Estén el mandat de la Força de les Nacions Unides pel Manteniment de la Pau a Xipre                     |
| Resolució 698 | 14 de juny de 1991     | 15–0–0                                                              | Despeses financeres de la Força de les Nacions Unides pel Manteniment de la Pau a Xipre                 |
| Resolució 699 | 17 de juny de 1991     | 15–0–0                                                              | Confirma la continuació de la IAEA i la Comissió Especial a l'Iraq                                      |
| Resolució 700 | 17 de juny de 1991     | 15–0–0                                                              | Implementació completa d'armes i sancions relacionades contra l'Iraq                                    |